# دفاع كوزيو
دفاع كوزيو هي افتتاحية دفاعية للأسود متفرعة عن افتتاحية روي لوبيز وتظهر بالنقلات التالية:
1. Bb5 .3 Nc6 Nf3 .2 e5 e4 وهي نقلات فتحة روي لوبيز.

3...Nge7
سميت باسم اللاعب الفرنسي كارلو كوزيو ورمزها في موسوعة افتتاحيات الشطرنج هو C41.

## وصف وتحليل
تعتبر الافتتاحية دفاعية محضة وهدفها الأساسي إسناد الحصان في c6 في حالة أخذه بالفيل كي لا يؤخذ البيدق في e5 مع احتمالية الفيانشيتو لنشر الفيل في g7 والتحصين جهة الملك، كما أن النقلة 4...Ng6 واردة وجيدة وتسمح بحراسة البيدق e5 وتحرير الطريق أمام الفيل والملكة لنشرهما.

## مثال من مباراة
جـان تيمان ضد بوريس سباسكي 1986  حيث تمكن سباسكي من الفوز باستخدام دفاع كوزيو.